# Les Veuves de quinze ans
Pour plus de détails, voir Fiche technique et Distribution.
Les Veuves de quinze ans est un court métrage de fiction écrit et réalisé en 1966 par Jean Rouch, un des instigateurs, en France, du cinéma direct ou cinéma vérité.

## Synopsis
La vie au jour le jour de deux jeunes filles du 16e arrondissement de Paris qui, entre la famille et les copains, cherchent le bonheur et l'amour. Présenté comme un essai sur les adolescentes de Paris, ce film stigmatise l'insouciance et la futilité de la jeunesse bourgeoise des années 1960. C'est aussi, comme le dit la critique Nathalie Mary dans la revue Bref, « peut-être le premier film désacralisateur sur l'adolescence, un des plus beaux et des plus intelligents, sans pudibonderie, fait par le plus rocker des griots, quelques années avant Une vraie jeune fille de Catherine Breillat ».

## Fiche technique
- Réalisation : Jean Rouch
- Photographie : Jacques Lang
- Son : Michel Fano
- Montage : Claudine Bouché
- Musique : Gérard Gustin, Luis Fuentes
- Production : Les Films de la Pléiade
- Durée :  25 min

## Distribution
- Marie-France de Chabaneix
- Véronique Duval
- Maurice Pialat

## Lieux de tournage
- 16e arrondissement de Paris :
  - Avenue Paul-Doumer, à l'intersection avec la place du Trocadéro
  - Chaussée de la Muette
  - Lycée Jean-de-La-Fontaine
  - Café Le Paris Grand Comptoir, à l'angle du boulevard Murat et de la rue Molitor (de nos jours un supermarché)
  - Marches extérieures du palais de Chaillot, vers les jardins